# Canthonosoma castelnaui
Canthonosoma castelnaui är en skalbaggsart som beskrevs av Edgar von Harold 1868. Canthonosoma castelnaui ingår i släktet Canthonosoma och familjen bladhorningar. Inga underarter finns listade.